# ميناري
ميناري (بالإنجليزية: Minari)‏ هو فيلم دراما أمريكي إنتاج 2020 من تأليف وإخراج لي إسحاق تشونغ ومن بطولة ستيفن يون،ويل باتون.